# Sunnanå, Söderhamns kommun
Sunnanå är en småort i Söderala socken i Söderhamns kommun, Gävleborgs län.

## Befolkningsutveckling
| Befolkningsutvecklingen i Sunnanå 1960–2015   | Befolkningsutvecklingen i Sunnanå 1960–2015 | Befolkningsutvecklingen i Sunnanå 1960–2015 | Befolkningsutvecklingen i Sunnanå 1960–2015 | Befolkningsutvecklingen i Sunnanå 1960–2015 |
| --------------------------------------------- | ------------------------------------------- | ------------------------------------------- | ------------------------------------------- | ------------------------------------------- |
|                                               |                                             |                                             |                                             |                                             |
| År                                            |                                             |                                             | Folkmängd                                   | Areal (ha)                                  |
| 1960                                          | 1960                                        |                                             | 221                                         |                                             |
| 1990                                          | 1990                                        |                                             | 139                                         | 56#                                         |
| 1995                                          | 1995                                        |                                             | 134                                         | 58#                                         |
| 2000                                          | 2000                                        |                                             | 137                                         | 58#                                         |
| 2005                                          | 2005                                        |                                             | 126                                         | 58#                                         |
| 2010                                          | 2010                                        |                                             | 115                                         | 58#                                         |
| 2015                                          | 2015                                        |                                             | 59                                          | 26#                                         |
| Anm.: Upphörde som tätort 1965. # Som småort. |                                             |                                             |                                             |                                             |